# Giovanni dei Gualtieri
Giovanni dei Gualtieri (1565 - 20 de maio de 1619) foi um prelado católico romano que serviu como bispo de Sansepolcro (1615–1619).

## Biografia
Giovanni dei Gualtieri nasceu em 1565. No dia 2 de dezembro de 1615, foi nomeado durante o papado de Paulo V como Bispo de Sansepolcro. A 6 de dezembro de 1615, foi consagrado bispo por Metello Bichi, Cardeal-Sacerdote de Sant'Alessio com Marco Cornaro, Bispo de Pádua, e Leonardus Roselli, Bispo Emérito de Vulturara e Montecorvino, servindo como co-consagradores. Serviu como Bispo de Sansepolcro até à sua morte a 20 de maio de 1619.